# Къкринско ханче
Къкринското ханче е обект на Регионален исторически музей в Ловеч, България.

## Местоположение
Намира се в село Къкрина, община Ловеч.

## История
В него отсяда Васил Левски и е заловен от турски полицаи (заптиета) сутринта на 27 декември 1872 г.
От съществуващите писмени документи е известно, че по внушение на Васил Левски ханчето в с. Къкрина е наето от Ловчанския частен революционен комитет. За ханджия е определен Христо Цонев–Латинеца, местен човек, преселен в Ловеч и съратник на Васил Левски. Ханчето е включено в комитетската мрежа и тук намират подслон хора на Вътрешната революционна организация.
Тук са заловени от Ловешката турска полиция Васил Левски и двамата му придружители Никола Цвятков и Христо Цонев Латинеца. След обесването на Васил Левски придружителите му са освободени и се завръщат по домовете си в Ловеч. Ханчето е изоставено и не функционира. В края на 19 век пожар унищожава порутената постройка и остават само основите ѝ. През лятото на 1901 г. проф. д-р Параскев Стоянов, заедно с Никола Цвятков, посещава руините на ханчето и прави архитектурна снимка на основите. Записва разположението и размерите на стаите. На 26 декември 1901 г. ловчанци и къкринци поставят паметна плоча на мястото, където е бил заловен Апостола.
На 5 юни 1924 г. в гр. Ловеч е създаден Комитет за възобновяване на къщата-паметник на Васил Левски в с. Къкрина. Инициатор и председател е д-р Никола Сяров. На 11 април 1926 г. е положен основният камък при подобаваща тържественост. Необходимите средства са дарени от Плевенския окръжен съвет, Ловешката градска община и множество частни лица.
Ханчето е открито на 10 май 1931 г. в присъствието на множество граждани, войскови подразделения и официални лица. Осветено е от Браницкия епископ Максим. Първи екскурзовод е Петко Цонев. Експозицията има историческа и етнографска стойност. Къкринското ханче е първият български музей за Васил Левски. 
На 17 февруари 1997 г. природна стихия събаря вековния бряст – свидетел на залавянето на Васил Левски. Брястът е изправен и консервиран от специалистите на РИМ – Ловеч.

## Туризъм
- Къкринското ханче е под номер 30 в стоте национални туристически обекта на Българския туристически съюз. Има печат целогодишно.

## Други
На Къкринското ханче е наречена улица в квартал „Хаджи Димитър“ в София (Карта).

## Галерия
- Васил Левски
- Никола Цвятков и Христо Цонев (Латинеца)
- Къкринско ханче
- Къкринско ханче
- Къкринско ханче
- Къкринско ханче